# Torgeir Børven
Torgeir Børven (Bergen, 3 dicembre 1991) è un calciatore norvegese, attaccante dell'Odd.

## Carriera

### Club
Børven ha esordito nell'Eliteserien nel corso del campionato 2009: è subentrato a Jacob Sørensen nella sconfitta per 4-2 sul campo del Brann, segnando la rete del momentaneo 3-1 e fornendo l'assist per quella di Fredrik Gulsvik. Ha giocato un altro spezzone di partita nello stesso campionato, contro il Fredrikstad.
Nel campionato seguente, ha giocato la prima da titolare il 12 settembre 2010 e nell'occasione ha segnato una rete nel 2-1 inflitto all'Aalesund. Il 26 settembre ha realizzato una tripletta contro il Sandefjord, la prima della sua carriera.
Il 19 agosto 2012 è stato ufficializzato il suo passaggio al Vålerenga, per cui ha firmato un contratto valido per i successivi quattro anni e mezzo. Ha debuttato in squadra il 26 agosto, schierato titolare nella sconfitta per 2-0 in casa del Molde. Il 31 agosto ha segnato la prima rete, nel 4-0 inflitto al Sandnes Ulf. Rimasto in squadra per un anno e mezzo, ha totalizzato 43 presenze e 18 reti tra tutte le competizioni.
Il 20 dicembre 2013 è stato ufficialmente ingaggiato dagli olandesi del Twente, a cui si è legato con un contratto valido per i successivi quattro anni e mezzo, a partire dal 1º gennaio 2014. Ha esordito nell'Eredivisie il 2 febbraio, sostituendo Luc Castaignos nella vittoria per 3-1 sul Cambuur. Il 5 febbraio ha realizzato la prima rete, nella vittoria per 0-2 sul campo dell'Heerenveen. Il 12 aprile ha siglato una doppietta ai danni del Roda JC, contribuendo al successo per 3-0 della sua squadra.
Il 16 agosto 2016, Børven ha fatto ufficialmente ritorno in Norvegia per giocare nel Brann, in prestito fino al termine della stagione. Il giocatore ha scelto la maglia numero 22. Ha esordito con questa maglia in data 27 agosto, schierato titolare nella sconfitta per 3-2 maturata sul campo dell'Haugesund. Ha totalizzato 4 presenze nel corso di quella stagione, senza mai trovare la rete. Tornato al Twente per fine prestito, in data 31 gennaio 2017 ha rescisso l'accordo che lo legava al club. Il 2 febbraio ha fatto quindi ritorno al Brann, a cui si è legato con un contratto triennale.
Il 17 aprile 2017 ha trovato la prima rete con questa maglia, nel 3-1 inflitto all'Haugesund. Rimasto al Brann sino al termine della stagione, si è congedato con 31 presenze e 4 reti, tra tutte le competizioni.
Il 19 febbraio 2018, l'Odd ha reso noto d'aver tesserato Børven, che ha firmato un contratto valido per i successivi due anni e mezzo ed ha scelto di vestire la maglia numero 22. Con 21 reti è diventato il capocannoniere dell’Eliteserien 2019.
Il 17 giugno 2020, il Rosenborg ha annunciato d'aver raggiunto un accordo con l'Odd per il trasferimento di Børven, che sarebbe stato valido a partire dal 1º agosto successivo: il giocatore ha firmato un contratto valido fino al 31 dicembre 2022. Il 30 giugno, le parti hanno concordato un anticipo del trasferimento a partire da quella stessa data, col calciatore che ha scelto di vestire la maglia numero 14.
Il 30 settembre 2020 è passato a titolo definitivo ai turchi dell'Ankaragücü, a cui si è legato con un contratto biennale, con opzione per una terza stagione.
Il 12 agosto 2022 ha fatto ritorno in Norvegia, al Vålerenga: ha firmato un contratto valido fino al 31 dicembre 2024 e ha scelto di vestire la maglia numero 9.
L'8 febbraio 2024 è passato all'Odd, con un contratto biennale.

### Nazionale
Børven ha esordito da titolare con la Norvegia under 21 il 17 novembre 2010, in un'amichevole contro la Grecia: l'attaccante ha giocato circa 75 minuti ed è stato poi sostituito da Mads Stokkelien, con gli ellenici che si sono imposti per 1-0. Il 6 ottobre 2011 è arrivata la sua prima rete con questa maglia, con cui ha contribuito così al successo per 0-2 sul campo dell'Azerbaigian. Il 7 maggio 2013 è stato incluso nella lista provvisoria consegnata all'UEFA dal commissario tecnico Tor Ole Skullerud in vista del campionato europeo Under-21 2013. Il 22 maggio, il suo nome è stato però escluso dalla rosa dei 23 calciatori scelti per la manifestazione.

## Statistiche

### Presenze e reti nei club
Statistiche aggiornate all'8 febbraio 2024.
| Stagione           | Club               | Campionato         | Campionato | Campionato | Coppe nazionali | Coppe nazionali | Coppe nazionali | Coppe continentali | Coppe continentali | Coppe continentali | Supercoppe | Supercoppe | Supercoppe | Totale | Totale |
| Stagione           | Club               | Comp               | Pres       | Reti       | Comp            | Pres            | Reti            | Comp               | Pres               | Reti               | Comp       | Pres       | Reti       | Pres   | Reti   |
| ------------------ | ------------------ | ------------------ | ---------- | ---------- | --------------- | --------------- | --------------- | ------------------ | ------------------ | ------------------ | ---------- | ---------- | ---------- | ------ | ------ |
| 2009               | Odd Grenland       | ES                 | 2          | 1          | CN              | 0               | 0               | -                  | -                  | -                  | -          | -          | -          | 2      | 1      |
| 2010               | Odd Grenland       | ES                 | 21         | 8          | CN              | 4               | 2               | -                  | -                  | -                  | -          | -          | -          | 25     | 10     |
| 2011               | Odd Grenland       | ES                 | 19         | 7          | CN              | 0               | 0               | -                  | -                  | -                  | -          | -          | -          | 19     | 7      |
| gen.-ago. 2012     | Odd Grenland       | ES                 | 19         | 8          | CN              | 3               | 0               | -                  | -                  | -                  | -          | -          | -          | 22     | 8      |
| ago.-dic. 2012     | Vålerenga          | ES                 | 10         | 2          | CN              | -               | -               | -                  | -                  | -                  | -          | -          | -          | 10     | 2      |
| 2013               | Vålerenga          | ES                 | 29         | 9          | CN              | 4               | 7               | -                  | -                  | -                  | -          | -          | -          | 33     | 16     |
| gen.-giu. 2014     | Twente             | ED                 | 12         | 3          | CO              | -               | -               | -                  | -                  | -                  | -          | -          | -          | 12     | 3      |
| 2014-2015          | Twente             | ED                 | 22         | 1          | CO              | 1               | 0               | UEL                | 2                  | 0                  | -          | -          | -          | 25     | 1      |
| 2015-2016          | Twente             | ED                 | 4          | 0          | CO              | 0               | 0               | -                  | -                  | -                  | -          | -          | -          | 4      | 0      |
| ago. 2016          | Twente             | ED                 | 1          | 0          | CO              | 0               | 0               | -                  | -                  | -                  | -          | -          | -          | 1      | 0      |
| Totale Twente      | Totale Twente      | Totale Twente      | 39         | 4          |                 | 1               | 0               |                    | 2                  | 0                  |            | -          | -          | 42     | 4      |
| gen.-giu. 2014     | Jong Twente        | 1D                 | 1          | 0          | -               | -               | -               | -                  | -                  | -                  | -          | -          | -          | 1      | 0      |
| 2014-2015          | Jong Twente        | 1D                 | 3          | 0          | -               | -               | -               | -                  | -                  | -                  | -          | -          | -          | 3      | 0      |
| ago. 2016          | Jong Twente        | 1D                 | 1          | 0          | -               | -               | -               | -                  | -                  | -                  | -          | -          | -          | 1      | 0      |
| Totale Jong Twente | Totale Jong Twente | Totale Jong Twente | 5          | 0          |                 | -               | -               |                    | -                  | -                  |            | -          | -          | 5      | 0      |
| ago.-dic. 2016     | Brann              | ES                 | 4          | 0          | CN              | -               | -               | -                  | -                  | -                  | -          | -          | -          | 4      | 0      |
| 2017               | Brann              | ES                 | 23         | 3          | CN              | 3               | 1               | UEL                | 0                  | 0                  | SN         | 1          | 0          | 27     | 4      |
| Totale Brann       | Totale Brann       | Totale Brann       | 27         | 3          |                 | 3               | 1               |                    | 0                  | 0                  |            | 1          | 0          | 31     | 4      |
| 2018               | Odd                | ES                 | 21         | 5          | CN              | 1               | 0               | -                  | -                  | -                  | -          | -          | -          | 22     | 5      |
| 2019               | Odd                | ES                 | 29         | 21         | CN              | 2               | 0               | -                  | -                  | -                  | -          | -          | -          | 31     | 21     |
| gen.-giu. 2020     | Odd                | ES                 | 4          | 6          | -               | -               | -               | -                  | -                  | -                  | -          | -          | -          | 4      | 6      |
| Totale Odd         | Totale Odd         | Totale Odd         | 113        | 56         |                 | 10              | 2               |                    | -                  | -                  |            | -          | -          | 124    | 56     |
| giu.-set. 2020     | Rosenborg          | ES                 | 14         | 4          | -               | -               | -               | UEL                | 2                  | 2                  | -          | -          | -          | 16     | 6      |
| set. 2020-2021     | Ankaragücü         | SL                 | 29         | 10         | CT              | 1               | 0               | -                  | -                  | -                  | -          | -          | -          | 30     | 10     |
| 2021-2022          | Gaziantep          | SL                 | 14         | 0          | CT              | 2               | 0               | -                  | -                  | -                  | -          | -          | -          | 16     | 0      |
| ago. 2022          | Gaziantep          | SL                 | 1          | 0          | CT              | 0               | 0               | -                  | -                  | -                  | -          | -          | -          | 1      | 0      |
| Totale Gaziantep   | Totale Gaziantep   | Totale Gaziantep   | 15         | 0          |                 | 2               | 0               |                    | -                  | -                  |            | -          | -          | 17     | 0      |
| ago.-dic. 2022     | Vålerenga          | ES                 | 13         | 5          | CN              | -               | -               | -                  | -                  | -                  | -          | -          | -          | 13     | 5      |
| 2023               | Vålerenga          | ES                 | 24+2       | 1+0        | CN              | 6               | 2               | -                  | -                  | -                  | -          | -          | -          | 32     | 3      |
| Totale Vålerenga   | Totale Vålerenga   | Totale Vålerenga   | 76+2       | 17+0       |                 | 10              | 9               |                    | -                  | -                  |            | -          | -          | 80+2   | 24+0   |
| 2024               | Odd                | ES                 | 0          | 0          | CN              | 0               | 0               | -                  | -                  | -                  | -          | -          | -          | 0      | 0      |
| Totale             | Totale             | Totale             | 313+2      | 93+0       |                 | 27              | 12              |                    | 4                  | 2                  |            | 1          | 0          | 346    | 107    |

## Palmarès

### Individuale
- Capocannoniere dell’Eliteserien: 1

2019 (21 reti)